# Pomieszczenie

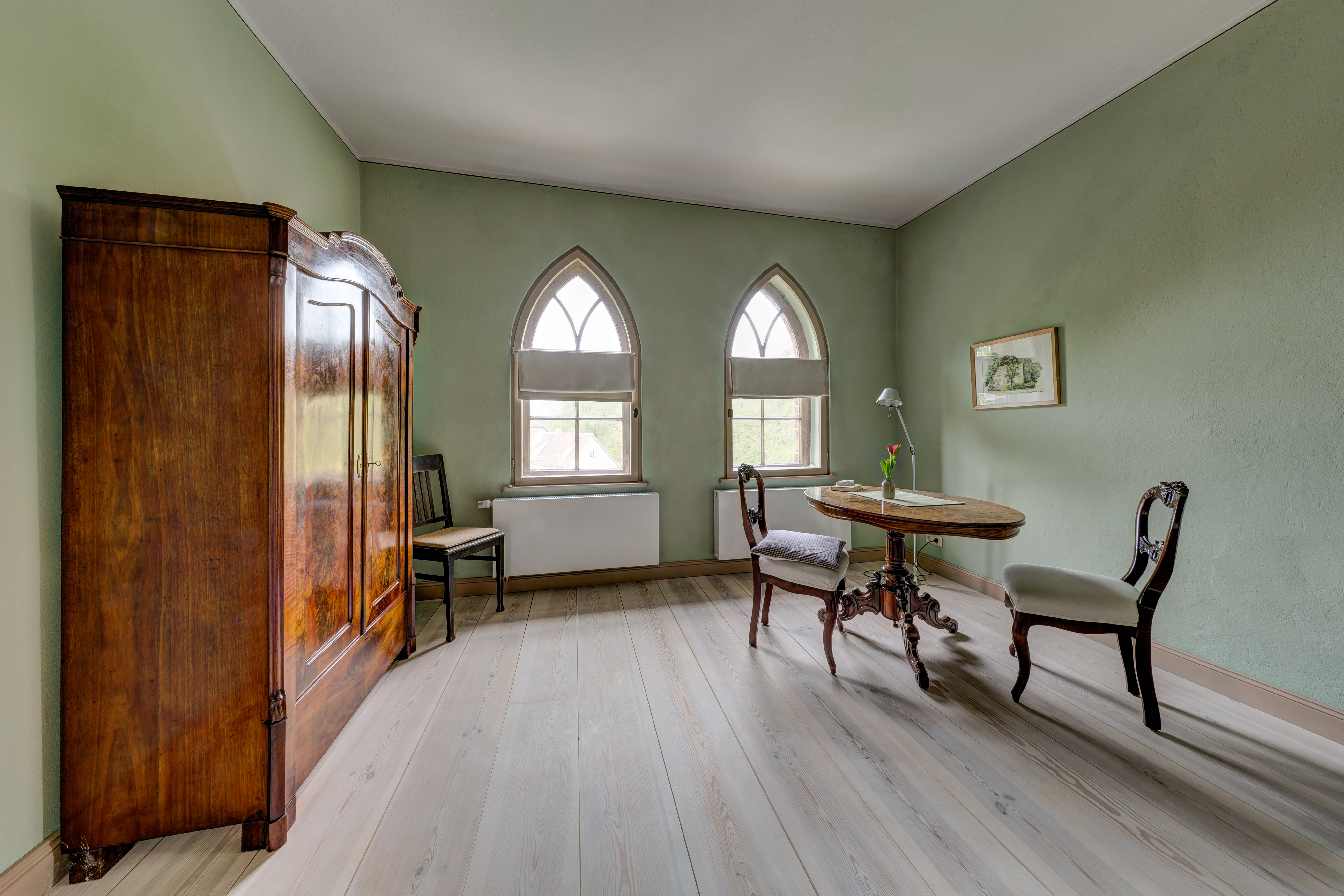
Pokój

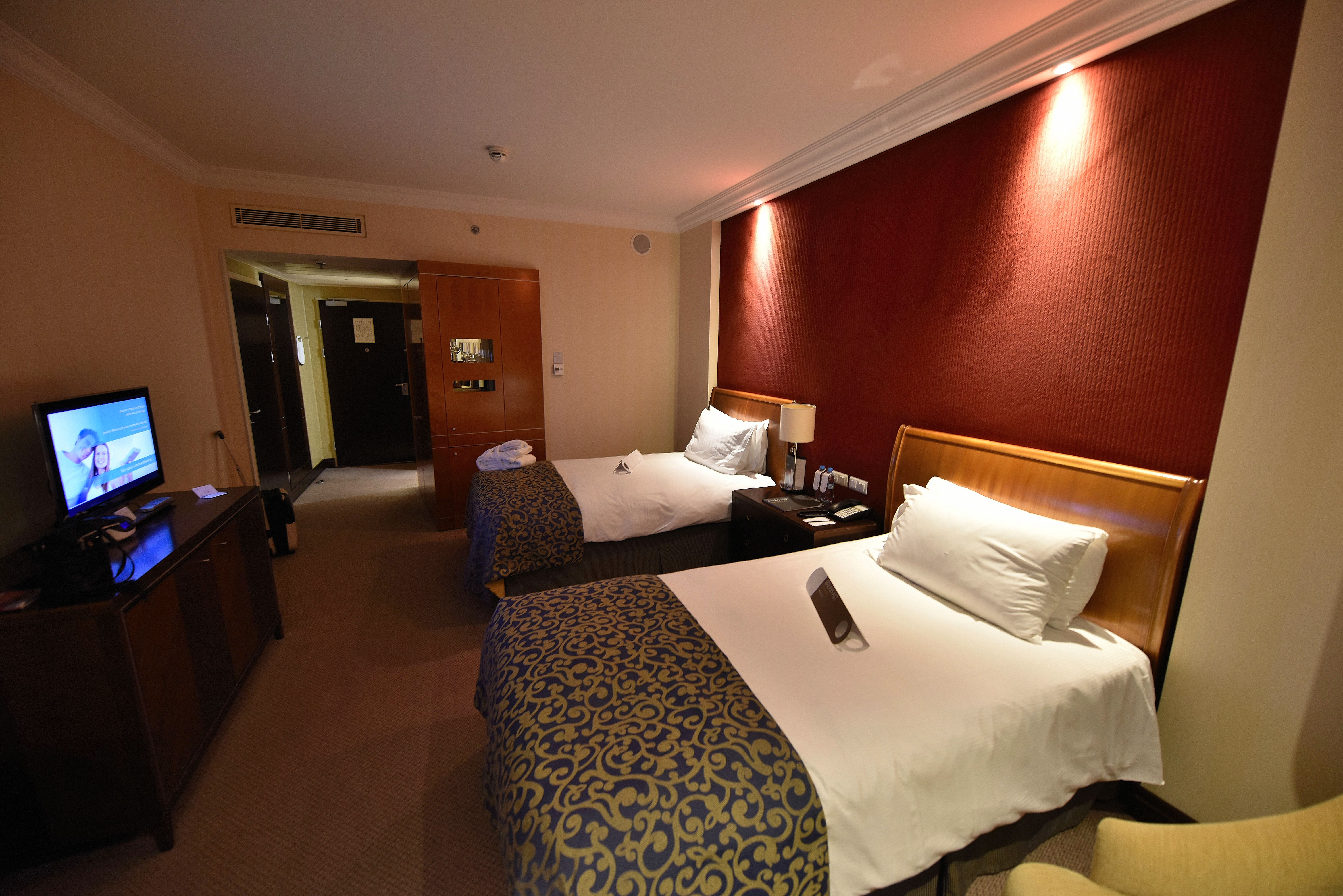
Pokój hotelowy

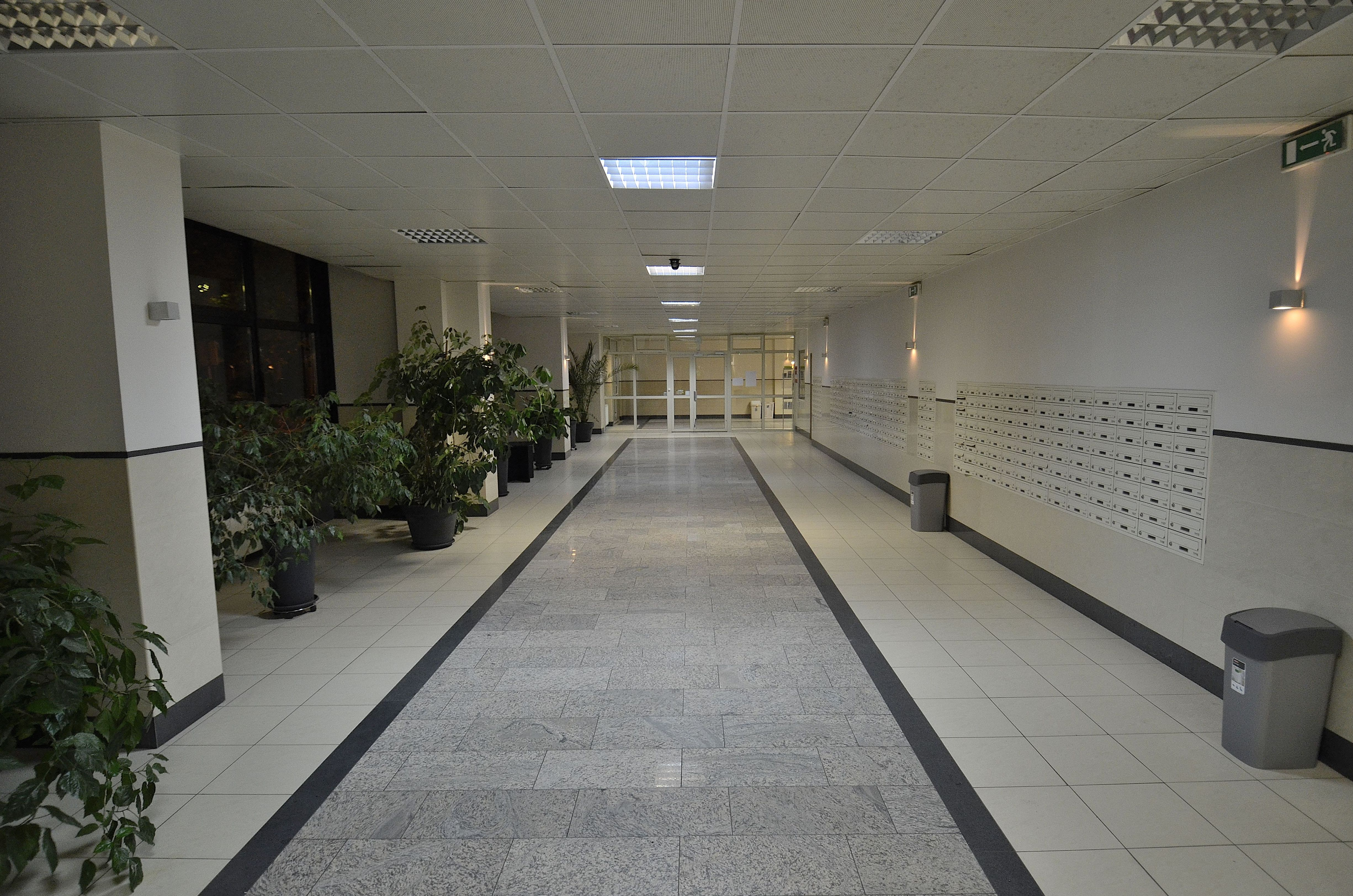
Hol w bloku mieszkalnym

Pomieszczenie – wydzielona przegrodami budowlanymi przestrzeń w zakresie budynku. 
Typowe zespoły pomieszczeń mieszkalnych określa się pojęciami takimi jak lokal lub mieszkanie. 

## Podział ze względu na konstrukcje
- zamknięte – gdy posiada ściany ze wszystkich stron i dostępne jest tylko poprzez drzwi lub okna
- otwarte – gdy jest połączone z innym pomieszczeniem poprzez brak przegrody (ściany), np. salon otwarty na kuchnię

## Podział ze względu na funkcje
- mieszkalne – służące do mieszkania: sypialnia, pokój dziecięcy, pokój dzienny, salon
- pomocnicze – o funkcji wspierającej, dla lokalu mieszkalnego pomieszczeniami pomocniczymi będą: kuchnia, jadalnia, spiżarnia, garderoba
- techniczne – pomieszczenia konieczne do obsługi budynku: kotłownia, pomieszczenie wodomierza, rozdzielnia, maszynownia
- sanitarne (socjalne)[2] – pomieszczenia dla potrzeb higieniczno-sanitarnych: ubikacja, łazienka, pokój kąpielowy, łaźnia, umywalnia, pomieszczenie natrysku, szatnia, suszarnia, sauna
- gospodarcze – pomieszczenia do obsługi gospodarstwa, czy to gospodarstwa domowego, czy rolnego czy usługowego, np. magazyny, schowki, przechowalnie sprzętu, pralnia, komórki lokatorskie
- garaże – ze względu na funkcję kwalifikują się jako pomieszczenia gospodarcze (magazyn samochodów), jednak ze względu na swoją specyfikę przyjęto traktowanie pomieszczeń garażowych jako odrębnej kategorii
- komunikacyjne – o głównej funkcji polegającej na połączeniu innych pomieszczeń pomiędzy sobą, np. korytarz, hol wewnętrzny, foyer, lub do komunikacji zewnętrznej, np. hol, przedsionek, wiatrołap, klatka schodowa, hol windowy, westybul